# Brasserie de Cazeau
Brasserie de Cazeau is een Belgische brouwerij te Templeuve in de provincie Henegouwen.

## Geschiedenis
Volgens documenten uit 1753 is er al sprake van een hoevebrouwerij met de naam Brasserie du Vert Fachaux, die in dat jaar geërfd wordt door Nicolas Deschamps. In 1852 kwam de brouwerij in handen van Jean-Baptiste Agache, een jongeman uit Noord-Frankrijk. Diens zonen Arthur en Charles begonnen opnieuw te brouwen in 1892 en de brouwerij floreerde dankzij hun investeringen in gebouwen en machines tot 1914 toen tijdens de Eerste Wereldoorlog de Duitse bezetter, zoals bij zoveel andere brouwerijen, het koper opeiste. In 1918 fusioneerde de brouwerij met twee andere plaatselijke brouwerijen en brouwden voorlopig bij Brasserie Duchâtelet te Néchin. Pas in 1926 werd een nieuwe brouwinstallatie operationeel en kwam het bestuur in handen van Maurice Agache, de tweede zoon van Charles. Er werden vier bieren gebrouwen: Scotch, Priming (klassiek bier), Triple Agache (sterk bier) en een tafelbier Super Familia. In 1952 kwam het beheer van de brouwerij in handen van diens tweede zoon, Jean Agache, die door zijn jongste broer Maurice werd bijgestaan. Hun succesvolste bier was Cazbier, een Pale Ale. Maar door de concurrentie van de pils in de naoorlogse periode moesten veel kleine artisanale brouwerijen sluiten, zo ook Brasserie de Cazeau die in 1969 de brouwactiviteiten stopzette.
In 2004, 35 jaar na de laatste brouwactiviteiten, startte Laurent Agache, de tweede zoon van Jean een vennootschap met zijn neef en vriend Quentin Mariage, om de brouwerij nieuw leven in te blazen. Ze renoveerden de gebouwen en kochten tweedehands materiaal in het noorden van Engeland, waarna op 1 mei van dat jaar hun eerste bier Tournay gebrouwen werd. In 2011 bedroeg hun jaarproductie iets meer dan 450 hl.

## Bieren
- Tournay, blond, 6,7%
- Tournay Noire, bruin, 7,6%
- Tournay de Noël, kerstbier
- Saison Cazeau, Henegouwse Saison, 5%